# Khaby Lame
Khabane "Khaby" Lame (9. března 2000, Dakar) je italský influencer. Je znám pro svá videa na TikToku, ve kterých "se vysmívá" komplikovaným life hack videím. Od února 2023 je nejsledovanějším uživatelem na TikToku se 162 miliony sledujícími.

## Dětství a mládí
Narodil se 9. března 2000 v Senegalu. Když mu byl jeden rok, tak se jeho rodina přestěhovala do veřejného bytového komplexu v Itálii. Má tři sourozence. Studoval na italských školách až do svých čtrnácti let, kdy se ho rodiče rozhodli dočasně poslat studovat do koránské školy poblíž Dakaru. Lame pracoval jako operátor CNC strojů v továrně poblíž Turína, než byl v březnu 2020 propuštěn.

## Kariéra
Poté, co byl propuštěn během pandemie covidu-19, začal Lame zveřejňovat příspěvky na sociální síť TikTok. Jeho prvotní videa ukazovala, jak tančí a sleduje videohry. Popularitu si získal svými video-odpověďmi v podobě „duetu“ funkcí TikTok k videím zobrazujícím komplikované „life hacky“, ve kterých plní stejný úkol jednoduchým způsobem, aniž by cokoli řekl, následovaný gestem rukou. V dubnu 2021 překonal Gianlucu Vacchiho jako nejsledovanějšího Itala na TikToku a v červenci 2021 překonal Addison Rae a stal se celkově druhou nejsledovanější osobností. V srpnu 2021 se Lame objevil jako spoluhráč pro oznámení Juventusu FC o Manuela Locatelliho. V září 2021 se zúčastnil filmového festivalu v Benátkách jako speciální host první projekce francouzského filmu Xaviera Giannoliho Lost Illusions. V lednu 2022 Lame podepsal víceleté partnerství s Hugo Boss a byl uveden v kampani #BeYourOwnBoss.
22. června 2022 se Lame stal nejsledovanějším tvůrcem na TikToku a překonal Charli D'Amelio se 142,1 miliony sledujících.

## Obraz veřejnosti
Taylor Lorenz a Jason Horowitz z The New York Times připisovali Lameův úspěch jeho „univerzální podrážděné kvalitě každého člověka“ a popsali jeho vzestup ke slávě jako odlišný od většiny hvězd TikToku tím, že je „zcela přirozený“.
Samir Chaudry, zakladatel The Publish Press, zpravodaje zaměřeného na ekonomiku tvůrců, uvedl, že Lameova přitažlivost pochází z jeho zdůrazňování „autentičnosti před produkcí“ a „nesnažení se příliš tvrdě“. Christina Ferrazová, zakladatelka americké marketingové agentury Thirty6Five, prohlásila: "Jeho rozhořčení je srovnatelné a city jsou univerzální."
Lame připsal svou popularitu svým vtipným výrazům obličeje a mlčení, které popsal jako „způsob, jak oslovit co nejvíce lidí“. Od ledna 2023 je každé 6 z 25 nejoblíbenějších videí na TikToku jeho.

## Soukromý život
Khaby Lame je praktikující muslim. Lame oznámil své zasnoubení se Zairou Nucci v říjnu 2020.
Lame žije v Itálii od svého jednoho roku a mluví plynně italsky. Byl senegalským občanem žijícím v Miláně se svým agentem až do srpna 2022, kdy se stal italským občanem v Chivasso poté, co italský náměstek ministra vnitra Carlo Sibilia oznámil, že mu bude uděleno občanství.
Lame řekl, že se „vždy cítil jako Ital“ a již dříve uvedl, že „nepotřeboval kus papíru“, aby se jako takový definoval.

## Filmografie
Jeho hlas se objevil v italsky dabované verzi Black Panther: Wakanda Forever (2022).